# 漢堡街站
漢堡街站（英語：Hamburg Street station）是巴爾的摩輕軌的車站之一，位於康登車場南邊，靠近工商信託銀行體育館。輕軌於1992年開始營運時並無此站，在1998年該體育館完工以後才興建的。當時輕軌有些路段仍為單線，因此班次安排相當不容易，本站因而僅在體育館有活動舉辦時使用，其他時候列車並不停靠。到了2005年南段輕軌雙線化工程完工，漢堡街站營運時間就與其他車站相同。
本站興建費用為600萬美元，約為其他車站的20倍。有部分原因是為了興建一座行人天橋通往體育館。

## 外部連結
- Schedules
- Station from Hamburg Street from Google Maps Street View